# ほら、笑ってる
「ほら、笑ってる」（ほら、わらってる）は、SHISHAMOの7枚目のシングル。2017年10月25日にGOOD CREATORS RECORDS / UNIVERSAL SIGMAから発売された。

## 概要
- 前作「BYE BYE」から約3ヶ月ぶりのシングル。収録曲はどちらも映画『ミックス。』ために書き下ろされた。SHISHAMOが映画に楽曲を書き下ろすのは初めてのことだった[5]。2017年10月19日にiTunesプレオーダー受付と表題曲「ほら、笑ってる」の先行配信が開始された[6]。
- 2018年7月28日開催予定だった、「SHISHAMO NO 夏MATSURI!!! ～ただいま川崎2018～」のCD先行応募チラシが封入された[7]。
- 10月1日、大阪ベルェベル美容専門学校にて、" ROCK KIDS 802 × SHISHAMO presents 映画『ミックス。』特別先行試写会 "が開催され、10月6日にFM802『ROCK KIDS 802』でその模様がオンエアされた[8]。
- 10月18日、高校生限定試写会が東京・恵比寿ガーデンルームで開催され、SHISHAMOもイベントに登壇。ステージで両曲を生演奏した[9]。

## 収録曲
| 全作詞・作曲: 宮崎朝子、全編曲: SHISHAMO。 |                    |          |            |      |
| #                                          | タイトル           | 作詞     | 作曲・編曲 | 時間 |
| 1.                                         | 「ほら、笑ってる」 | 宮崎朝子 | 宮崎朝子   | 5:08 |
| 2.                                         | 「サボテン」       | 宮崎朝子 | 宮崎朝子   | 6:17 |
| 合計時間:                                  | 合計時間:          | 11:25    |            |      |

## 楽曲解説
1. ほら、笑ってる
  - 映画『ミックス。』の主題歌として書き下ろされた。台本と映像を事前に受け取った宮崎は、それらを繰り返し観賞して制作に臨んだが、この曲はエンドロールで流れるため、どうやったら映画をきちんと完結させられるかを考えたという[7]。
  - 初の映画主題歌であることから、3人だけの音で作りたいと思い、ストリングスやホーンは導入せず、シンプルな楽曲に仕上げた[10]。演奏については、全作「BYE BYE」はバンドを見せるためもので、本作は歌を見せるためのものだと話している[7]。
  - 2017年9月20日、FM802『ROCK KIDS 802 -OCHIKEN Goes ON!!-』でラジオ初オンエアされた[11]。
  - 10月24日、フカツマサカズが監督を務めたミュージック・ビデオが公開された。「頑張って働くOLの日常」をコンセプトに撮影され、情報を詰めて表現したいという監督の意向から、あえて全編正方形の画角にこだわり、昔の古い写真をイメージして制作された[12]。花梨[13]が出演している。
  - 11月3日、『ミュージックステーション』に出演し披露された[14]。12月13日、『2017 FNS歌謡祭』の第2夜に出演し「明日も」と共に披露された[15]。
  - “ほら、空も笑ってる”という歌詞があるこの曲をライブで演奏した際、それまで降っていた雨が止んだというエピソードがある[16][17]。
2. サボテン
  - 映画『ミックス。』の挿入歌として書き下ろされた[5]。
  - 主人公の多満子が走ってるシーンを思い浮かべて制作された。使用される場面の曲の長さが決まっており、ぴったり合わせるための調整に苦労したと宮崎が話している[7]。

## 収録アルバム
ほら、笑ってる
- 『SHISHAMO 5』
- 『SHISHAMO BEST』

サボテン
- 『SHISHAMO 5』